# Субстанция
Субста́нция (лат. substantia — сущность; то, что лежит в основе) — то, что существует автономно, само по себе, в отличие от акциденций, существующих в другом и через другое.
«Субстанция» — философская категория классической рациональности для обозначения объективной реальности в аспекте внутреннего единства всех форм её проявления и саморазвития. Субстанция неизменна в отличие от перманентно меняющихся свойств и состояний: она есть то, что существует в самой себе и благодаря самой себе. Первопричина происходящего. Как правило, именно субстанции приписывают свободу как возможность определять саму себя лишь посредством своих собственных оснований. То есть она не может и не должна иметь сторонней по отношению к себе действующей силы. Монизм подразумевает наличие всего одной субстанции, дуализм — двух, духа и материи; взгляды, согласно которым субстанций много, называются плюрализмом.

## Проблемы определения
Основная проблема чёткого определения, что такое субстанция, заключается в том, что если, например, рассматривать не просто мироздание, бытие и небытие, а вообще всё, то возникает вопрос о том, какой же неизменный основной принцип (атрибут) лежит в основе субстанции, из которой состоит вообще всё (то есть материя, мысли, чувства, пространство, душа и так далее). Причём очевиден тот факт, что всё очень разнородно и разнообразно, но для определения этой всеобщей субстанции нужно выявить сходство между всеми разнообразными элементами этой «всеобщей субстанции» (которая составляет вообще всё, без исключения). Один из подходов в философии заключается в том, что всеобщая субстанция иерархически не подчинена единому универсальному атрибуту, но подчинена одновременно нескольким иерархически независимым друг от друга атрибутам (первопричинам).

## История понятия
Латинское слово substantia — это перевод греческого слова сущность (др.-греч. οὐσία, ὑπόστᾰσις), также в латыни для обозначения сущности использовалось слово essentia. В античной философии субстанция трактуется как субстрат, первооснова всех вещей (например, «вода» Фалеса, «огонь» Гераклита). В латинской патристике субстанция Бога противопоставлялась наличному бытию конкретных сущностей-ипостасей.
Фома Аквинский в Сумме теологии (Ч1, в.29) определяет субстанцию (substantia) как «чтойность вещи» (quidditas rei). Отличие эссенции (essentia) от субстанции он подчёркивал через единичность последней по аналогии с греческим термином ипостась (hypostasis). В сотворённых вещах субстанцией именуется конкретное единство «материи и формы» (materia et forma). В средние века вопрос о субстанции решается прежде всего в споре о субстанциональных формах (номинализм, реализм).
В Новое время понятие субстанции трактуется и распространяется достаточно широко. Первая точка зрения связана с онтологическим пониманием субстанции как предельного основания бытия (Фрэнсис Бэкон, Бенедикт Спиноза, Готфрид Вильгельм Лейбниц). Центральной категорией метафизики субстанция становится в философии Бенедикта Спинозы, где она отождествляется как с Богом, так и с Природой и определяется в качестве причины самой себя (лат. causa sui). Основными качествами (атрибутами) субстанции у Бенедикта Спинозы являются мышление и протяжение. По аналогии с философией Бенедикта Спинозы сквозь призму субстанции рассматриваются концепции Рене Декарта и Готфрида Вильгельма Лейбница. У первого субстанция представляет собой единство субъекта и объекта, а у второго — аналогичные атомам простые сущности, которые утрачивают протяжения, но приобретают атрибут стремления (фр. appetition) и множественности. Благодаря Лейбницу субстанция начинает ассоциироваться с материей.
Вторая точка зрения на субстанцию — гносеологическое осмысление этого понятия, его возможности и необходимости для научного знания (Джон Локк, Дэвид Юм). Иммануил Кант полагал, что закон, согласно которому при любой смене явлений субстанция сохраняется и количество её в природе остаётся неизменным, может быть отнесён к «аналогиям опыта». Георг Вильгельм Фридрих Гегель определял субстанцию как целостность изменяющихся, преходящих сторон вещей, как «существенную ступень в процессе развития воли». Для Артура Шопенгауэра субстанция — материя, для Дэвида Юма — фикция, сосуществование свойств. Марксистская философия трактует субстанцию как «материю» и одновременно как субъект всех изменений.
В эпоху романтизма и интереса к живым национальным языкам слово субстанция либо изгоняется из языка философии, либо сливается с понятием сущности.